# Campaspero (kommun)
Campaspero är en kommun i Spanien.   Den ligger i provinsen Provincia de Valladolid och regionen Kastilien och Leon, i den centrala delen av landet, 130 km norr om huvudstaden Madrid. Antalet invånare är 1 311. Arean är 47 kvadratkilometer.
Terrängen i Campaspero är platt.